# 臨時石炭鉱業管理法
臨時石炭鉱業管理法（りんじせきたんこうぎょうかんりほう、昭和22年12月20日法律第219号）は、炭鉱の国家管理に関する法律である。
1947年（昭和22年）12月20日に公布された。

## 経緯
社会党首班政権である片山内閣による社会主義政策の一環とされた。石炭増産が目的であったが、国家管理される炭鉱主側が反発。保守系勢力が中心となって工作を行い、成立過程において、「法案は緊急措置であり、国家管理の制度は他の産業に及ぼさない」と声明を出し、炭鉱主側に配慮した修正を経て成立した。有効期限は3年の時限立法となった。
法案成立過程における炭鉱主側の政界工作は後に炭鉱国管疑獄という汚職として露見された。
同法は修正の過程で生産現場の国家直接管理の方針が撤回されて、あくまでも経営者を通じた間接管理に変更され、炭鉱自体の経営権に触れる条項は撤回され、一時的に石炭産業を政府の管理下に置いた。商工省の下に石炭庁を設置し、さらに、札幌、平（現在のいわき）、宇部、福岡に石炭局を置き、商工省・石炭局に諮問機関を置いて、政府の指定した特定炭鉱において政府が決定した事業計画を実施を強制する一方で、必要な物資を優先的に調達するというものであった。さらに、炭鉱においても現地に労使同数の生産協議会が設置されることとなり、当初は経営決定機関の予定であったが、修正の過程で単なる諮問機関とされた。だが、1948年4月1日から3年間の時限立法とされ、さらに、芦田内閣崩壊による社会党下野によって廃止論が高まった。このため、1950年5月20日に期限を半年余り残して廃止された。